# Zdeněk Tikal
Zdeněk Tikal také Steve Tikal (15. června 1929 Včelná – 15. listopadu 1991 Melbourne) byl australský hokejista českého původu, hrající na pozici útočníka.
Narodil se v Československu, v obci Včelná. Když po únoru 1948 se svým otcem emigroval do Austrálie, zanechali zde jeho matku a bratra Františka. Československé úřady je označili jako zrádce. Na zimních olympijských hrách v roce 1960 ve Squaw Valley reprezentoval australský národní tým. Během prvního olympijského zápasu proti československé hokejové reprezentaci byl zraněn, když si zlomil ruku. Ke zranění došlo při střetu s vlastním bratrem, který na olympijských hrách byl jeho soupeřem v týmu československé reprezentace. Zbytku olympijského turnaje se již pro zranění nemohl účastnit.
Příběh setkání dvou bratrů na olympijských hrách, které dělila železná opona, literárně zpracoval Ota Pavel v povídce Bratři, která vyšla ve sbírce Plná bedna šampaňského.